# Lakota (Dakota del Nord)
Lakota è un centro abitato (city) degli Stati Uniti d'America, capoluogo della Contea di Nelson nello Stato del Dakota del Nord. Nel censimento del 2000 la popolazione era di 781 abitanti. La città è stata fondata nel 1883, durante il periodo di espansione della ferrovia nel Nord Dakota. La città prende il nome dalla tribù dei Lakota, una delle tribù native della Grande Nazione Sioux, riconoscendo così l'eredità culturale della regione. L'arrivo della ferrovia favorì lo sviluppo di Lakota come un centro di commercio agricolo. I primi coloni furono principalmente agricoltori e commercianti di origine europea, attratti dalla disponibilità di terre fertili.

## Geografia fisica
Secondo i rilevamenti dell'United States Census Bureau, la località di Lakota si estende su una superficie di 2,60 km², tutti occupati da terre.

## Popolazione
Secondo il censimento del 2000, a Lakota vivevano 781 persone, ed erano presenti 212 gruppi familiari. La densità di popolazione era di 295 ab./km². Nel territorio comunale si trovavano 387 unità edificate. Per quanto riguarda la composizione etnica degli abitanti, il 97,82% era bianco, lo 0,77% era nativo e lo 0,38% proveniva dall'Asia. Lo 0,13% apparteneva ad altre etnie, mentre lo 0,90% apparteneva a due o più. La popolazione di ogni etnia ispanica corrispondeva allo 0,13% degli abitanti.
Per quanto riguarda la suddivisione della popolazione in fasce d'età, il 20,7% era al di sotto dei 18, il 3,1% fra i 18 e i 24, il 19,3% fra i 25 e i 44, il 27,0% fra i 45 e i 64, mentre infine il 29,8% era al di sopra dei 65 anni di età. L'età media della popolazione era di 49 anni. Per ogni 100 donne residenti vivevano 82,5 maschi.